# 王柏心
王柏心（1799年—1873年），字子寿，又字冬寿、坚木，号螺洲，湖北监利县（今洪湖市螺山镇）人。

## 生平
生于嘉庆四年（1799年），幼時聪慧，讀書過目不忘。弱冠撰著《枢言》17篇。1838年，林则徐往广州禁烟，经螺山访王柏心。道光二十二年（1842年）7月林則徐行抵蘭州，去信給姚椿、王柏心。道光二十四年（1844年）进士，授刑部广西清吏司主事。不久辭官乞歸。专事讲学，修《當陽縣志》。太平军攻占螺山，逃匿湖南，与曾国藩、胡林翼、左宗棠、李孟群等结识。善画，喜画兰。晚号薖园老人，门人私谥文贞先生。郭嵩焘称：“未逾四十文章已冠绝海内，湖南湖北讲论经史文艺，必归先生，……江汉间言道德文章，裒然属之先生五十余年。”《续修四库全书提要》中称“柏心蓄道德，能文章，三楚人士类能言之”。同治十二年（1873年）去世。
著《漆室吟百柱堂诗》、《子寿诗钞》、《螺洲近稿》等，道光二十三年由陶梁刊行《子寿诗钞》，咸丰元年续刻《螺洲近稿》。光绪二十四年成山唐氏于贵阳刻《百柱堂全集》五十三卷。
有子王傢仕。